# ليزلي كيلي
ليزلي كيلي (بالإنجليزية: Leslie Keeley)‏ هو جراح أمريكي، ولد في 10 يونيو 1836 في Potsdam, New York ‏ في الولايات المتحدة، وتوفي في 21 فبراير 1900 في لوس أنجلوس في الولايات المتحدة.